# Igor Marczenko
Igor Jurjewicz Marczenko; ros. Игорь Юрьевич Марченко (ur. 26 listopada 1975 w Rostowie) – rosyjski pływak, specjalizujący się głównie w stylu motylkowym i dowolnym.
2-krotny medalista mistrzostw świata z Barcelony i Montrealu w sztafecie 4 x 100 m stylem zmiennym. 2-krotny brązowy medalista mistrzostw świata na krótkim basenie z Moskwy na 100 m motylkiem i w sztafecie 4 x 100 m stylem zmiennym. Mistrz Europy z Berlina w sztafecie 4 x 100 m stylem zmiennym. 2-krotny brązowy medalista mistrzostw Europy na krótkim basenie z Riesy na 50 i 100 m stylem motylkowym.
2-krotny uczestnik Igrzysk Olimpijskich: z Sydney (19. miejsce na 100 m stylem motylkowym i 9. miejsce w sztafecie 4 x 100 m stylem zmiennym) oraz Aten (5. miejsce na 100 m stylem motylkowym i 4. miejsce w sztafecie 4 x 100 m stylem zmiennym).